# Siemię lniane

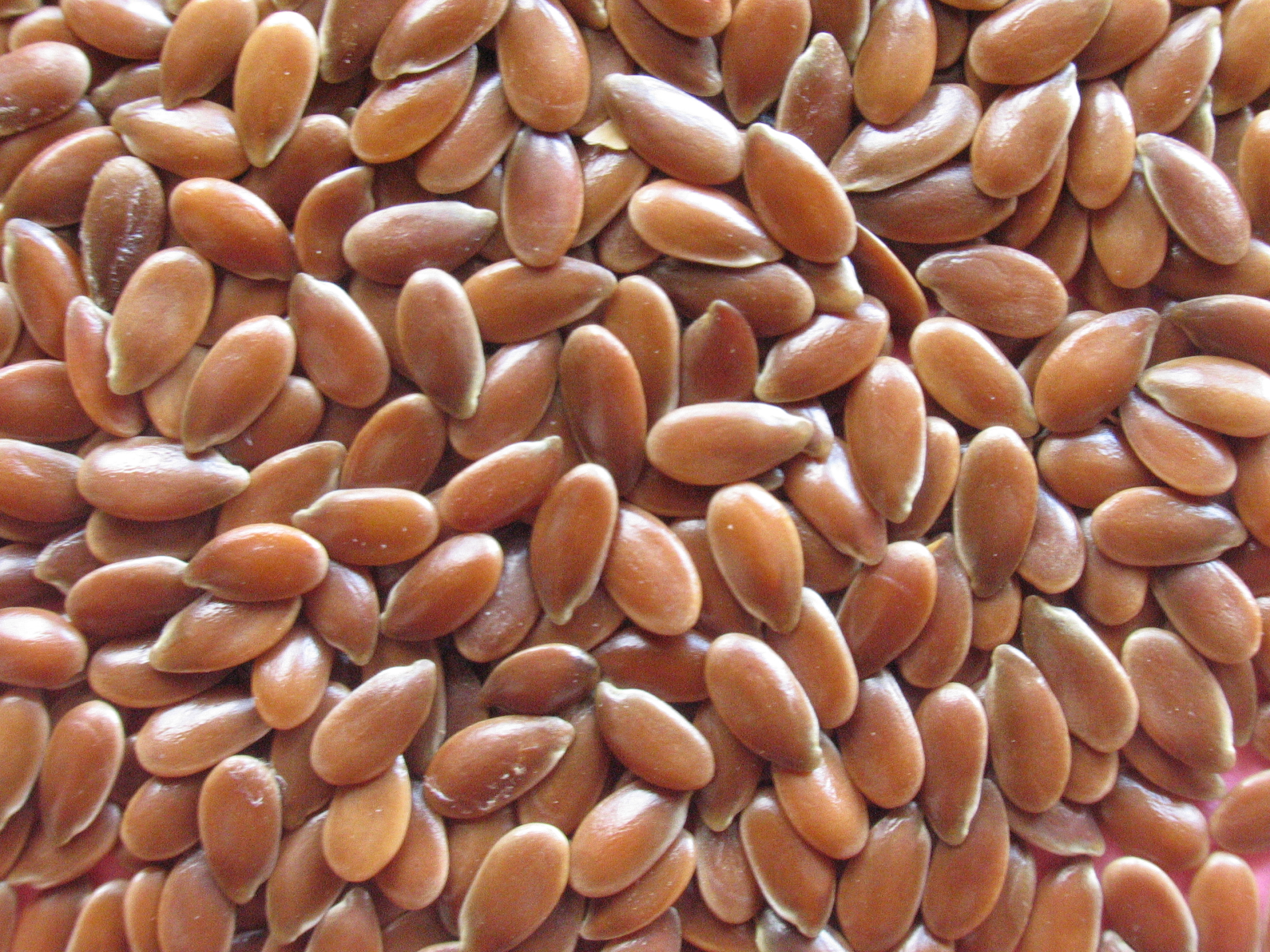
Nasiona lnu

Siemię lniane – nasiona lnu zwyczajnego nazywane tak, gdy są używane jako zielarski środek leczniczy. Są to nasiona płaskie, wielkości 2–3 mm, barwy szarobrązowej. Po zalaniu wodą nabierają barwy ciemnobrązowej i kilkakrotnie powiększają swoją objętość, otaczając się jednocześnie dużą ilością śluzu.
Nasiona lnu są oleiste i wykorzystywane także do pozyskania oleju roślinnego o żółtawym zabarwieniu i intensywnym, cierpkim zapachu.
Siemię lniane jest jednym z najpopularniejszych środków medycyny naturalnej, jeśli chodzi o ilość i różnorodność zastosowań. Stosowane jest do łagodzenia szeregu dolegliwości układu pokarmowego, a także oddechowego, oraz zewnętrznie. Ma przede wszystkim działanie osłonowe oraz stabilizujące. Zawiera bardzo dużo substancji śluzowych.
W siemieniu lnianym zawarte są m.in. białka o bardzo korzystnym zestawie aminokwasów.

## Stosowanie wewnętrzne
Siemię lniane jest spożywane najczęściej po namoczeniu całych ziaren lub ich rozgnieceniu. Może to być również wywar lub mączka jako dodatek do wielu potraw. Praktycznie nie ma smaku, ewentualnie przy postaci zmielonej jest to posmak delikatnie gorzkawy. Siemię jest spożywane nie tylko przez człowieka, ale także dodawane do karmy zwierzęcej, np. dla psów, aby przeciwdziałać zaparciom.
W układzie pokarmowym działa łagodząco przy bardzo wielu objawach, czasami nawet przeciwstawnych. Stosowane jest przy biegunkach lub zaparciach, a także zapobiegawczo dla zapewnienia prawidłowej perystaltyki jelit. Szczególnie cenione przy wszelkich nieżytach i nadkwasotach, a nawet owrzodzeniach.
Spożywane także w celu dostarczania organizmowi wielu cennych substancji, jak mikroelementy oraz cholina, znajdująca się w lecytynie. Siemię lniane obniża poziom tzw. złego (LDL) cholesterolu w organizmie. Siemię jest również bogate w łatwo przyswajalne białka, a szczególnie w egzogenne aminokwasy. Siemię ma największą zawartość lignanów wśród żywności – fitoestrogenów o aktywności przeciwutleniaczy, a przez to zalecany jest jako środek wspomagający w profilaktyce nowotworowej. Spożycie 30 g zmielonego siemienia dziennie spowodowało po miesiącu spadek o połowę tempa podziałów komórek nowotworowych raka prostaty.
Siemię spożywane jest również w celu zwiększenia wilgotności śluzówki, stosowane przy suchym kaszlu, a także wspomagająco przez osoby forsownie używające swojego głosu (np. śpiewacy).
Prażone siemię lniane stosowane było, zwłaszcza w okresie postu, do okraszania ziemniaków.